# 3 (число)
3 (три) — натуральное число, расположенное между числами 2 и 4.

## В математике
- 2-е простое число и первое суперпростое число
- 4-е число Фибоначчи ↓2, ↑5
- Нулевое число Ферма ({\displaystyle 3=2^{2^{0}}+1})  ↑5
- Первое простое число Мерсенна ({\displaystyle 3=2^{2}-1})  ↑7
- 2-е треугольное число ↓1, ↑6
- 2-е число Софи Жермен (3 * 2 + 1 = 7, также являющееся простым числом)[1]. ↓2, ↑5
- Четвёртое открытое меандровое число[2] ↓2, ↑8
- 10³ называется тысяча
- приставки СИ: 10³ кило (к) и 10−3 милли (м)
- целое приближение числа π
- целое приближение числа e
- целое приближение числа {\displaystyle {\sqrt {10}}}
- злое число
- Наибольшее в смысле порядка Шарковского число
- 2³ = 8
- 3³ = 27
- Произведение: 3 = {\displaystyle {\displaystyle \prod _{n=0}^{\infty }{\frac {1}{2^{n}+1}}+1}}.

## В древней культуре
В вавилонском представлении ο мире он состоит из трёх частей: неба, земли и преисподней. Взяв эту идею из языческого Вавилона: это используют в неправильном понимании слов из Библии: «что на небе вверху, и что на земле внизу, и что в воде ниже земли» (Исх. 20:4); «дарами неба, росою и дарами бездны, лежащей внизу» (Втор. 33:13). 
В еврейской культуре после жизни в Вавилоне, привыкшие евреи к Вавилонской культуре и вероисповеданию приняли идею исчерпывающего значения числа «три» лежала в ежегодных троекратных паломничествах всех мужчин к храму, троекратной молитве в течение дня, в трёхдневных, трёхмесячных или трёхгодичных сроках для совершения какого-либо акта; в троекратных поклонах, трёх священнических благословениях; сюда же относился часто упоминаемый обычай нападать на врагов с трёх сторон. Такой же характер имели и числа, кратные трём, особенно 30.